# RACJA Polskiej Lewicy
Die RACJA Polskiej Lewicy (Racja – polnische Linke) war eine antiklerikale Partei, die 2002 als Antyklerikalna Partia Postepu RACJA gegründet wurde.
Sie war eine linksgerichtete polnische Partei. Initiator der Gründung war die antiklerikale Zeitschrift Fakty i Mity (Fakten und Mythen). Ihre Ideologie basiert auf der Sozialdemokratie, dem Antiklerikalismus, Feminismus und Pazifismus.
Racja trat für eine radikale Trennung von Kirche und Staat ein. Im Einzelnen richtete sich die Partei gegen die Einmischung der katholischen Kirche in staatliche Angelegenheiten, gegen den Religionsunterricht in Schulen und gegen die finanzielle Unterstützung der Kirche durch den Staat.
Im Juni 2005 stellte die Partei Maria Szyszkowska als Kandidatin für die polnische Präsidentschaftswahl auf, zu der sie allerdings nur 0,77 % der Stimmen erreichte. Auch den Sprung ins Parlament schaffte sie nicht.
Auf dem Parteitag am 23. November 2013 wurde der Beitritt zu der Partei Twój Ruch verabschiedet, daraufhin hat sich die Partei selbst aufgelöst.